# SSD Nissa FC
Società Sportiva Dilettantistica Nissa Football Club, zkráceně jen Nissa je italský klub hrající v sezoně 2024/25 4. italskou fotbalovou ligu, sídlící ve městě Caltanissetta v regionu Sicílie.

## Změny názvu klubu
- 1929/30 – 1944/45 – US Nissena (Unione Sportiva Nissena)
- 1945/46 – 1959/60 – SPAL Caltanissetta (SPAL Caltanissetta)
- 1960/61 – 1961/62 – AC Caltanissetta (Associazione Calcio Caltanissetta)
- 1962/63 – 1991/92 – Nissa SC (Nissa Sport Club)
- 1992/93 – 1998/99 – US Nissa (Unione Sportiva Nissa)
- 1999/00 – 2004/05 – Nissa FC (Nissa Football Club)
- 2005/06 – 2012/13 – USD Nissa FC ASD (Unione Sportiva Dilettantistica Nissa Football Club Associazione Sportiva Dilettantistica)
- 2013/14 – SC Nissa ASD (Sporting Club Nissa A.S.D)
- 2014/15 – 2016/17 – ASD SC Nissa 1962 (Associazione Sportiva Dilettantistica Sport Club Nissa 1962)
- 2017/18 – 2019/20 – Nissa FC (Nissa Football Club)
- 2020/21 – SSD Nissa FC (Società Sportiva Dilettantistica Nissa Football Club)

## Získané trofeje

### Vyhrané domácí soutěže
- 4. italská liga (1x)

1949/50
- 5. italská liga (2x)

1983/84, 2023/24

## Účast v ligách
| Úroveň soutěže | Název soutěže (nynější název) | První hraná sezona | Poslední hraná sezona | celkem odehraných sezon |
| -------------- | ----------------------------- | ------------------ | --------------------- | ----------------------- |
| 3              | Serie C                       | 1932/33            | 1951/52               | 8                       |
| 4              | Serie D                       | 1948/49            | 2024/25               | 15                      |
| 5              | Eccellenza                    | 1979/80            | 2023/24               | 19                      |

## Trenéři

### Známí trenéři v klubu
- Mario Perazzolo (1970–1972)